# بوکس در بازی‌های آسیایی ۲۰۱۴
بوکس در بازی‌های آسیایی ۲۰۱۴ در اینچئون در کره جنوبی برگزار شد. تاریخ برگزاری این رقابت‌ها ۲۳ ستامپر تا ۳ اکتبر ۲۰۱۴ بود.

## جدول مدال
| رتبه  | کشور            | طلا | نقره | برنز | مجموع |
| ۱     | قزاقستان (KAZ)  | ۶   | ۲    | ۲    | ۱۰    |
| ۲     | کره جنوبی (KOR) | ۲   | ۳    | ۱    | ۶     |
| ۳     | چین (CHN)       | ۱   | ۲    | ۰    | ۳     |
| ۴     | هند (IND)       | ۱   | ۰    | ۴    | ۵     |
| ۵     | مغولستان (MGL)  | ۱   | ۰    | ۱    | ۲     |
| ۵     | تایلند (THA)    | ۱   | ۰    | ۱    | ۲     |
| ۷     | کره شمالی (PRK) | ۱   | ۰    | ۰    | ۱     |
| ۸     | ازبکستان (UZB)  | ۰   | ۲    | ۲    | ۴     |
| ۹     | ایران (IRI)     | ۰   | ۲    | ۱    | ۳     |
| ۱۰    | فیلیپین (PHI)   | ۰   | ۱    | ۳    | ۴     |
| ۱۱    | اردن (JOR)      | ۰   | ۱    | ۲    | ۳     |
| ۱۲    | ژاپن (JPN)      | ۰   | ۰    | ۳    | ۳     |
| ۱۳    | ترکمنستان (TKM) | ۰   | ۰    | ۲    | ۲     |
| ۱۳    | ویتنام (VIE)    | ۰   | ۰    | ۲    | ۲     |
| ۱۵    | قرقیزستان (KGZ) | ۰   | ۰    | ۱    | ۱     |
| ۱۵    | پاکستان (PAK)   | ۰   | ۰    | ۱    | ۱     |
| Total | Total           | ۱۳  | ۱۳   | ۲۶   | ۵۲    |

## شرکت کننده‌ها بر اساس کشور
منبع: